# Artem Besjedin
Artem Besjedin (Oekraïens: Артем Юрійович Бєсєдін) (Charkov, 31 maart 1996) is een Oekraïens voetballer die bij voorkeur als aanvaller speelt. Hij tekende in 2015 bij Dynamo Kiev. In 2016 debuteerde Besjedin voor Oekraïne.

## Clubcarrière
In maart 2015 werd Besjedin door Dynamo Kiev verhuurd aan reeksgenoot Metalist Charkov, waarvoor hij slechts eenmaal scoorde in zestien competitieoptredens. In januari 2016 keerde hij terug naar Dynamo Kiev. Op 11 maart 2016 speelde de aanvaller zijn eerste competitiewedstrijd voor de hoofdstedelingen tegen Karpaty Lviv. Zijn eerste competitiedoelpunt voor Dynamo Kiev maakte hij op 29 oktober 2016 tegen datzelfde Karpaty Lviv.

## Interlandcarrière
Op 15 november 2016 debuteerde Besjedin voor Oekraïne in de vriendschappelijke interland tegen Servië. Op 11 juni 2017 maakte hij zijn eerste interlandtreffer in de WK-kwalificatiewedstrijd tegen Finland. Besjedin viel na 65 minuten in voor Jevhen Seleznjov en maakte elf minuten later het winnende doelpunt voor Oekraïne.